# 民族体育俱乐部 (厄瓜多尔)
民族体育俱乐部（Club Deportivo El Nacional），是厄瓜多尔基多市的一个体育俱乐部。其最著名的是足球队。民族体育俱乐部足球队现参加厄瓜多尔足球甲级联赛。国民竞技俱乐部保持着仅使用本国球员的传统。
民族体育俱乐部还拥有体操、乒乓球、厄瓜多尔式排球、国际象棋、射击项目的运动队。

## 荣誉
- 全国联赛
  - 厄瓜多尔足球甲级联赛（13）：1967, 1973, 1976, 1977, 1978, 1982, 1983, 1984, 1986, 1992, 1996, 2005 Clausura, 2006
  - 厄瓜多尔足球乙级联赛（1）：1979 E2